# Čečelovice
Čečelovice (en allemand : Tschetschelowitz, précédemment : Čečelowitz) est une commune rurale du district de Strakonice, dans la région de Bohême-du-Sud, en République tchèque. Sa population s'élevait à 196 habitants en 2020.

## Géographie
Čečelovice se trouve à 16 km au nord-ouest de Strakonice, à 67 km au nord-ouest de České Budějovice et à 91 km au sud-ouest de Prague.
La commune est limitée par Kadov au nord, par Záboří et Bratronice à l'est, par Mečichov au sud et par Velký Bor et Slatina à l'ouest.

## Histoire
La première mention écrite du village date de 1412.

## Transports
Par la route, Čečelovice se trouve à 10 km de Blatná, à 19 km de Strakonice, à 84 km de České Budějovice et à 128 km de Prague.